# Andrei Fyodorov
Andrei Vitalyevich Fyodorov or Fedorov (tiếng Nga: Андрей Витальевич Фёдоров) (sinh ngày 10 tháng 4 năm 1971 ở Fergana, Uzbek SSR, Liên Xô) là một hậu vệ bóng đá đã nghỉ hưu và là huấn luyện viên bóng đá. Fyodorov là cựu cầu thủ của Đội tuyển bóng đá quốc gia Uzbekistan.

## Sự nghiệp thi đấu
Anh khởi đầu sự nghiệp ở câu lạc bộ tại Soviet Second League Avtomobilist Kokand. Giai đoạn 1992-1995, anh thi đấu cho Neftchi Farg'ona và 4 lần vô địch Giải bóng đá vô địch quốc gia Uzbekistan.
Sau khi thi đấu cho Alania Vladikavkaz mùa giải 1998-1999 và Baltika anh chuyển đến Rubin Kazan. Fyodorov thi đấu cho Rubin giai đoạn 2000-2008. Năm 2008, anh giành chức vô địch Giải bóng đá ngoại hạng Nga cùng với Rubin.

## Quốc tế
Anh là thành viên của đội Uzbekistan tham dự Đại hội Thể thao châu Á 1994 ở Hiroshima. Uzbekistan giành chức vô địch tại Đại hội Thể thao châu Á 1994. Fyodorov có 64 lần khoác áo đội tuyển quốc gia và ghi 7 bàn thắng.

## Sự nghiệp huấn luyện
Anh hoàn thành sự nghiệp thi đấu ở Rubin và năm 2008 được chọn làm giám đốc ban trinh thám của câu lạc bộ. Năm 2012-2013 anh là huấn luyện viên của đội dự bị Rubin.
Năm 2014, anh chuyển đến Neftchi Farg'ona và gia nhập ban huấn luyện của câu lạc bộ ở vị trí trợ lý huấn luyện viên. Sau khi Murod Ismoilov từ chức, Fyodorov được bổ nhiệm làm huấn luyện viên ngày 15 tháng 9 năm 2015.

## Danh hiệu

### Câu lạc bộ
Neftchi
- Giải bóng đá vô địch quốc gia Uzbekistan (4): 1992, 1993, 1994, 1995
- Á quân Giải bóng đá vô địch quốc gia Uzbekistan (2): 1996, 1997
- Cúp bóng đá Uzbekistan (2): 1994, 1996

Rubin
- Russian Football National League (1): 2002
- Giải bóng đá ngoại hạng Nga (1): 2008

### Đội tuyển quốc gia
Đại hội Thể thao châu Á (1)1994

### Cá nhân
- Uzbekistan Coach of the Year 3rd (1): 1997

## Thống kê sự nghiệp

### Câu lạc bộ
Cập nhật gần đây nhất: 29 tháng 11 năm 2008
| Mùa giải | Đội bóng            | Quốc gia   | Hạng đấu | Số trận | Bàn thắng |
| -------- | ------------------- | ---------- | -------- | ------- | --------- |
| 1989     | Avtomobilist Kokand | Uzbekistan | 2        | 8       | 0         |
| 1990     | Avtomobilist Kokand | Uzbekistan | 2        | 0       | 0         |
| 1991     | Avtomobilist Kokand | Uzbekistan | 2        | 36      | 2         |
| 1992     | Neftchi Farg'ona    | Uzbekistan | 1        | ?       | ?         |
| 1993     | Neftchi Farg'ona    | Uzbekistan | 1        | ?       | ?         |
| 1994     | Neftchi Farg'ona    | Uzbekistan | 1        | ?       | ?         |
| 1995     | Neftchi Farg'ona    | Uzbekistan | 1        | ?       | ?         |
| 1996     | Neftchi Farg'ona    | Uzbekistan | 1        | ?       | ?         |
| 1997     | Neftchi Farg'ona    | Uzbekistan | 1        | ?       | ?         |
| 1998     | Alania Vladikavkaz  | Nga        | 1        | 28      | 0         |
| 1999     | Alania Vladikavkaz  | Nga        | 1        | 14      | 1         |
| 1999     | Baltika Kaliningrad | Nga        | 1        | 14      | 0         |
| 2000     | Rubin Kazan         | Nga        | 2        | 31      | 9         |
| 2001     | Rubin Kazan         | Nga        | 2        | 11      | 0         |
| 2002     | Rubin Kazan         | Nga        | 2        | 17      | 3         |
| 2003     | Rubin Kazan         | Nga        | 1        | 17      | 1         |
| 2004     | Rubin Kazan         | Nga        | 1        | 10      | 2         |
| 2005     | Rubin Kazan         | Nga        | 1        | 15      | 0         |
| 2006     | Rubin Kazan         | Nga        | 1        | 14      | 0         |
| 2007     | Rubin Kazan         | Nga        | 1        | 11      | 0         |
| 2008     | Rubin Kazan         | Nga        | 1        | 1       | 0         |

### Bàn thắng quốc tế
| 1.                                         | 21 tháng 10 năm 1995 | Sân vận động Pakhtakor Markaziy, Tashkent, Uzbekistan | Nigeria    | 2–3 | Thua  | Cúp bóng đá Á-Phi 1995                       |
| 2.                                         | 25 tháng 5 năm 1997  | Sân vận động Pakhtakor Markaziy, Tashkent, Uzbekistan | Campuchia  | 6–0 | Thắng | Vòng loại giải vô địch bóng đá thế giới 1998 |
| 3.                                         | 7 tháng 9 năm 1997   | Sân vận động Olympic Tokyo, Tokyo, Nhật Bản           | Nhật Bản   | 6–3 | Thua  | Vòng loại giải vô địch bóng đá thế giới 1998 |
| 4.                                         | 18 tháng 10 năm 1997 | Sân vận động Pakhtakor Markaziy, Tashkent, Uzbekistan | Hàn Quốc   | 1–5 | Thua  | Vòng loại giải vô địch bóng đá thế giới 1998 |
| 5.                                         | 25 tháng 10 năm 1997 | Sân vận động Pakhtakor Markaziy, Tashkent, Uzbekistan | Kazakhstan | 4–0 | Thắng | Vòng loại giải vô địch bóng đá thế giới 1998 |
| 6.                                         | 3 tháng 12 năm 1998  | Sân vận động kỷ niệm 700 năm, Chiang Mai, Thái Lan    | Kuwait     | 3–3 | Hòa   | Đại hội Thể thao châu Á 1998                 |
| 7.                                         | 24 tháng 11 năm 1999 | Sân vận động Tahnoun bin Mohammed, Abu Dhabi, UAE     | Ấn Độ      | 3–2 | Thắng | Vòng loại Cúp bóng đá châu Á 2000            |
| Chính xác tính đến ngày 2 tháng 1 năm 2017 |                      |                                                       |            |     |       |                                              |